# Rhipidura kubaryi
El abanico de Ponapé (Rhipidura kubaryi) es una especie de ave paseriforme de la familia Rhipiduridae endémica de la isla de Pohnpei, Micronesia. Es un pájaro común del bosque tropical. Su nombre científico conmemora al naturalista polaco John Stanislaw Kubary. Se alimenta de insectos que encuentra en el follaje o que atrapa al vuelo.
Es un pájaro pequeño, de unos 15 cm, con una cola larga y en forma de abanico. Su plumaje es mayoritariamente gris oscuro con cejas blancas. El vientre es blanco.
Esta especie está muy cercanamente emparentada con la Rhipidura rufifrons, pero tiene una apariencia más oscura y apagada y tiene un canto y un comportamiento distintos.